# François Sorel
Pour les articles homonymes, voir Sorel.
 (août 2018).
Si vous disposez d'ouvrages ou d'articles de référence ou si vous connaissez des sites web de qualité traitant du thème abordé ici, merci de compléter l'article en donnant les références utiles à sa vérifiabilité et en les liant à la section « Notes et références ».
François Sorel, né le 12 juillet 1969 à Ajaccio, en Corse, est un journaliste et animateur audiovisuel français présent sur RMC, BFM Business et Tech & Co.

## Biographie

### Famille et formation
De son vrai nom Frank Gaini, François Sorel est titulaire d'un BTS action économique. Il débute dans la radio à Marseille comme animateur à l’âge de 18 ans. 

### Parcours en radio
François Sorel commence sa carrière sur RMC en 1991 où il présente des émissions musicales chaque week-end (Top soleil 45 tours, Hit RMC ...) jusqu'en 1999.
Passionné de nouvelles technologies, il présente lors de la saison 1999-2000 l'émission quotidienne Multimédia sur RMC consacrée aux avancées technologiques
Depuis septembre 2000, il présente l'émission consacrée à l'actualité de l'high tech De quoi j'me mail. L'émission est diffusée sur RMC puis sur 01NetTV depuis 2013.
Sur BFM Business, il anime L'Atelier numérique (samedi 16 h - 18 h) de janvier 2003 à juin 2016 . François Sorel y était accompagné d'Antoine Sire, Jean De Chambure, Frédéric Tardy et Alice Gillet depuis la Silicon Valley, Renaud Édouard-Baraud, Mathilde Cristiani.
Il présente sur RMC de septembre 2002 à janvier 2021 chaque samedi et dimanche matin Le Week-end des experts comprenant plusieurs volets consacrés à la vie pratique : Votre jardin, Votre maison, Votre forme (2017-2021), Votre vie numérique (2017-2021) le samedi, et Vos animaux (2002-2017), Votre auto le dimanche. Dans ces émissions, il est accompagné par Patrick Mioulane, Christian Pessey, Christian Recchia, Raphaël Grably,  Laetitia Barlerin (2002-2017), et de Jean-Luc Moreau.
Entre 2013 et 2020, il anime chaque été Le grand rush sur RMC une émission marathon de 24h où il accompagne les automobilistes pendant le chassé-croisé de la fin du mois de juillet.
En janvier 2021, les émissions du samedi et du dimanche : Le Week-end des experts sont remplacées par la retransmission de la matinale de BFM TV.

### Parcours à la télévision

#### SurBFM TV
Entre 2008 et 2010, il intervient ponctuellement dans la tranche d'informations de Ruth Elkrief du vendredi pour une rubrique numérique.[réf. souhaitée]

#### SurBFM Business
À partir de janvier 2021, il présente chaque jour de 20h à 21h30 l'émission Tech & co consacrée à l'actualité numérique et technologique.